# Bratkó József
 Bratkó József (Budapest, 1974. július 18. –) magyar rádiós műsorvezető.
Tanulmányok  
1990-ben kezdte meg középiskolai tanulmányait az Édesipari Szakmunkásképző Iskolában, majd 1994-től a Kandó Kálmán Villamosipari Műszaki Főiskola hallgatója volt.  
Rádiózási pályafutás  
- 1992–1994: A Rádió 11 Budapest szerkesztőségének tagjaként kezdte karrierjét.  
- 1994–1998: Ügyfélszolgálatosként dolgozott egy kerületi kábeltelevíziónál.  
- 1998: Megalkotta saját műsorát, a *DX Magazint, amelyet több rádióállomás is sugárzott (pl. FIKSZ Rádió, Új Rádió Esztergom, Torony Rádió, Sombori Rádió).  
- 1993–2005: Technikusként önkénteskedett a Civil Rádióban.  
- 2005–2006: A Kunszentmiklósi Puszta Rádiónál segített önkéntesként.  
- 2000–2018: A Hobby Rádióban készítette az Esélyegyenlőségi magazint.  
- 2018 óta: A Közös Hang Rádió munkatársa, ahol feleségével, Bratkóné Földesi Ágotával közösen készítik a Szieszta magazint.  
Online és nyomtatott média  
- 1996: A Pesti Éter (az első magyarországi rádiózással foglalkozó internetes hírlevél) szerkesztője.  
- 1994-től évekig: A Hullámvadász online portál szerkesztője, ahol vételkörzet-megfigyeléseket végzett és térképeket készített.  
- 1999: Főmunkatársként részt vett a Magyar Éter médiaévkönyv elkészítésében.  
Magánélet  
Nős, felesége Bratkóné Földesi Ágota.